# 용기병

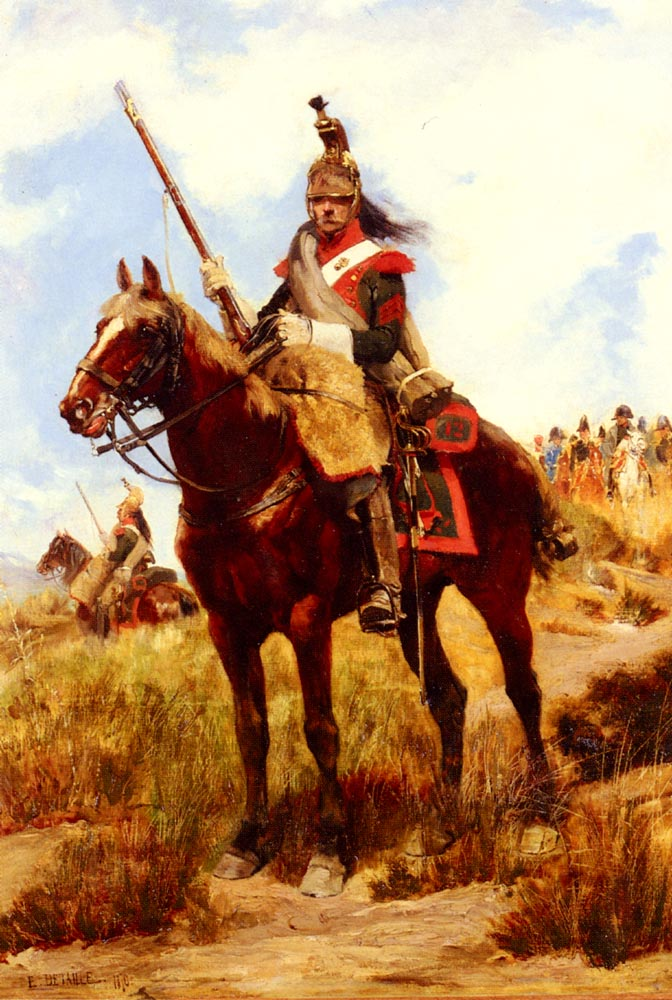

용기병(龍騎兵, dragoon)은 본래 승마 교육을 받았으며, 전투를 잘하는 보병 부대를 의미하였으나, 시간이 지나 18세기를 거치면서 평범한 경기병의 부대와 인원을 의미하는 용법이 되었다. 기병 연대는 대부분 유럽군으로 구성되었고, 17세기 후반에서 18세기 초반에 설립되었다. 어원은 여러 가지 추측들이 난무하고 있어 확실하지는 않지만 이들이 장비하던 기병총의 개머리판에 용 문양이 장식되었다는 것이 대표적인 설이다.

## 역사

### 17세기
용기병의 창설은 그 어원과 마찬가지로 오늘날까지 밝혀지지 않았다. 이때문에 두가지 가설이 존재하고 있다. 전자는 16세기 초의 프랑스에서 보병에게 유사시를 대비하여 지원 병력을 빠른 속도로 전장에 보낼수 있도록 말을 타고 내리는 등의 간단한 훈련을 했고 중대 규모의 보병들이 말을 타고 전장으로 이동한 뒤 말에서 내려 적의 측면을 쳤다는 가설이며 후자는 독일의 오래된 문헌에서 30년 전쟁 초기 신교도군을 지휘하여 무자비한 약탈로 악명을 떨친 용병 대장 에른스트 폰 만스펠트가 보병대를 말에 태워 이동시킨뒤 공격을 수행하는 전술을 자주 활용했다는 가설을 펼쳤다.
다만 위의 두 가설들의 경우 위에 언급된 보병대들이 총병들인지에 대한 언급을 하지 않았다는 점에서 미심적으나 30년 전쟁 당시나 이전부터 유럽엔 용기병들의 존재가 확실히 있었다. 실재로 16세기 이탈리아의 용병대장들인 콘도티에로들 중에서도 용기병과 비슷한 병과를 운용한 예가 있었다. 17세기 중반 스웨덴 국왕인 구스타프 아돌프의 군제 개혁을 통해 군사(軍史)에 정면으로 등장한다. 구스타프 아돌프는 군제 개혁을 실시하면서 스웨덴군의 대부분을 개혁하는데 성공하였으나 기병대를 개혁하기가 어려웠다.
당시 유럽은 권총 기병 또는 쿼레시어라고 불린 권총으로 중무장한 기병과 일반 화승총보다 짧은 기병총과 퀴러시어에 비해 약간 가벼운 무장을 한 아퀴버시어라는 기병들이 주류로 카라콜이라는 전술을 구사했다. 그러나 유럽의 북부인 스칸디나비아 반도와 핀란드 지방에 걸쳐 있는 스웨덴은 그러한 중무장을 완전히 갖추기가 어려웠으며 완전히 중무장한다 해도 스웨덴과 핀란드에서 키워지는 군마 또한 160cm에서 최대 170cm 이내로 중무장한 기수의 무게를 버텨내지 못했다.
이에 구스타프 아돌프는 과감한 결단으로 쿼레시어와 아퀴버시어를 합치고 카라콜 전술까지 폐기하기로 결정했다. 두 기병대를 합해 종례의 중무장의 쿼레시어의 갑옷보다는 아퀴버시어의 흉갑과 투구를 표준 무장으로 채택하고 카라콜 대신 총을 한 발 쏜뒤 중세시대의 중장기병처럼 돌진하는 전술로 희귀했으며 이들 스웨덴의 기병대들은 주로 핀란드인으로 구성된 하카펠리타트로 불렸으며 아퀴버시어의 부재를 대비해 기병에 비해 저렴한 비용의 장비를 갖추고 보병 편제를 한 승마보병인 용기병을 정규군으로 편입시켰다.
이들은 말을 탄 체 하카펠리타트와 함께 전장으로 이동해 기병대가 적부대를 향해 돌격하면 사정거리에서 내린 후 일제 사격을 가해 기병대를 지원하였고 이러한 스웨덴의 군제 개혁은 스웨덴군을 강군으로 변모시켜 폴란드-리투아니아 연방과의 전쟁이나 30년 전쟁에서 폴란드와 가톨릭 측의 군대를 격파시켰고 이후 유럽 각국은 스웨덴의 군제 개혁에 주목하기 시작, 곧바로 자국의 군제 개혁에 도입하기 시작하였고 용기병 또한 유럽 각국으로 퍼지기 시작해 잉글랜드 내전 당시 왕당파와 의회파측의 군대에서 중요한 역할을 맡았다.

### 18세기~20세기
18세기에 들어서면서 용기병들은 점차 유럽 국가의 군대 내에서 중요한 위치를 점하기 시작했으며 그 시작은 스웨덴과 러시아 제국 사이에 발생한 대북방 전쟁으로 시대가 흐름에 따라 화기가 점차 발달하면서 그에 따라 전술 또한 점차 대세의 흐름을 따라 변화하면서 기병 또한 이러한 변화의 바람을 피할 수 없었고, 이과정에서 용기병의 기병화가 급속히 시작되었다. 화기의 발전으로 전열보병들의 화력의 발전하면서 용기병은 기동성 외엔 화력면에서 떨어지기 시작했고 제대로 된 기병을 상대로 기동성이 있는 사격 또한 불가능했다. 허나 식민지 점령이 활성화되면서 산발적으로 나타나는 게릴라들의 습격으로 종래의 기병의 기동성으로는 커다란 공백이 발생하자 용기병들이 이러한 현지의 저항군을 제압하기 위해 투입되었다.
1740년대 프로이센 왕국의 용기병대를 시작으로 서유럽의 용기병대들은 점차 기병으로 전환되기 시작했고, 러시아의 용기병대의 경우 7년 전쟁시까지 마상전투와 말에서 내려 총으로 사격하는 훈련을 동시에 받았고, 18세기 후반에 들어서 용기병은 기존의 용기병과 정찰이나 기습, 추격에 더 중점을 둔 경장 용기병으로 나누어지면서 완벽한 기병으로 전환을 마치게 된다.
이후 19세기에 들어서면서 프랑스 혁명과 나폴레옹 전쟁 전쟁때 용기병은 전래에 없을 정도로 유럽 각지에서 양성되고 활약한다. 프랑스 제1제국의 황제 나폴레옹 보나파르트는 13개의 퀴레시어 연대를 보유했지만 24개의 용기병 연대를 더 보유했으며 이후 6개로 확충해 사단 단위로 적의 저항을 분쇄했으며, 영국의 경우 1812년 살라망카와 1815년 워털루 전투에서 중무장한 용기병대가 프랑스 보병대를 향해 돌격했다.
이후 용기병은 미국 남북전쟁과 프랑스와 독일의 보불전쟁 시기에까지 용기병들이 활약했고 1차 세계대전이 발생하기 전까지 유럽의 여러 나라들에 여전히 용기병대가 남아 있었으나 이후 전쟁시 고도로 발전한 화기와 참호 전술의 발전과 전차와 같은 기갑병기의 등장으로 쇠퇴하기 시작해 종전후 각국에서 많은 수의 용기병대를 폐지하거나 명칭만 유지한체 기갑부대나 기계화보병으로 전환되었고 운이 좋더라도 의장대로 전락되었다.

## 같이 보기
- 총기병
- 흉갑기병
- 국가 헌병
- 조총기병
- 후사르
- 차량화보병
- 흑기병
- 우완